# Laplace (bâtiment hydrographique)
Pour les articles homonymes, voir Laplace.
Le Laplace  (indicatif visuel A 793) est un bâtiment hydrographique de deuxième classe de classe Lapérouse de la Marine nationale, c'est-à-dire un bateau à vocation scientifique dont la mission principale est la description des fonds marins afin d'obtenir une cartographie précise des fonds. Le navire est déployé sur les côtes françaises, ou à l'étranger, dans le cadre d'accord de coopération. Il dispose de deux vedettes hydrographiques pour réaliser des travaux par petits fonds.

## Historique
Mis sur cale le 1er septembre 1987, lancé le 9 novembre 1989, le bâtiment hydrographique Laplace est entré en service le 5 octobre 1989. C'est le troisième bâtiment de ce type. Il est nommé d'après le mathématicien, physicien et astronome Pierre Simon de Laplace.
Basé à Brest, le Laplace effectue des travaux hydrographiques au profit du Service hydrographique et océanographique de la marine (SHOM), tout en étant rattaché organiquement, depuis le 2 juin 2000, à la Force d'action navale (FAN) de la Marine nationale.
La mission des bâtiments hydrographiques est principalement scientifique, mais ces navires restent des bateaux militaires. Ainsi lors de ces déploiements ils peuvent être confrontés à des situations sensibles : rencontrer des pirates, répondre à des menaces terroristes, assurer une évacuation de ressortissants ou, encore, assurer le sauvetage de marins en détresse. Ils participent aussi ponctuellement à l'action de l'État en mer en effectuant des missions de contrôles des approches.
Le Laplace a pour ville marraine Perros-Guirec (Côtes-d'Armor) depuis mai 2000.

## Caractéristiques
- Déplacement : 850 t (980 pc).
- Dimensions (mètres) : 59 × 10,9 × 3,63 mètres.
- Distance franchissable : 6 000 nautiques à 12 nœuds.
- Propulsion : 2 diesels SACM Wärtsilä UD30 RVR V12 M6, 2 hélices à pales orientables, 1 propulseur d'étrave.
- Puissance : 2 500 ch (1 840 kW).
- Radar : Un radar de navigation DECCA 1226.
- Usine électrique : 620 kW.
- Equipage : 3 officiers, 13 officiers mariniers, 16 QMM, 11 hydrographes.

Système d'armes
- Deux fusils mitrailleurs AANF1 calibre 7,62mm
- Deux mitrailleuses Browning M2 calibre 12,7 mm
- Armement léger (FAMAS)

Équipement hydrographique
- Sondeur multi-faisceaux[1] : étude de la topologie des fonds marins en 3 dimensions.
- Sonar remorqué latéral
- Magnéto mètre : étude du champ magnétique local.
- Bathycélérimètre MORS : étude de la bathythermie.
- Benne SHIPECK : prélèvements de sédiments.
- Marégraphe / Courantomètre

Embarcations annexes
- 2 embarcations semi-rigides permettant d'effectuer des transferts de personnel, de récupérer un homme à la mer ou de réaliser la visite d'un bâtiment suspect. P
- 2 vedettes hydrographiques permettant d'effectuer des relevés hydrographiques par faibles fonds.

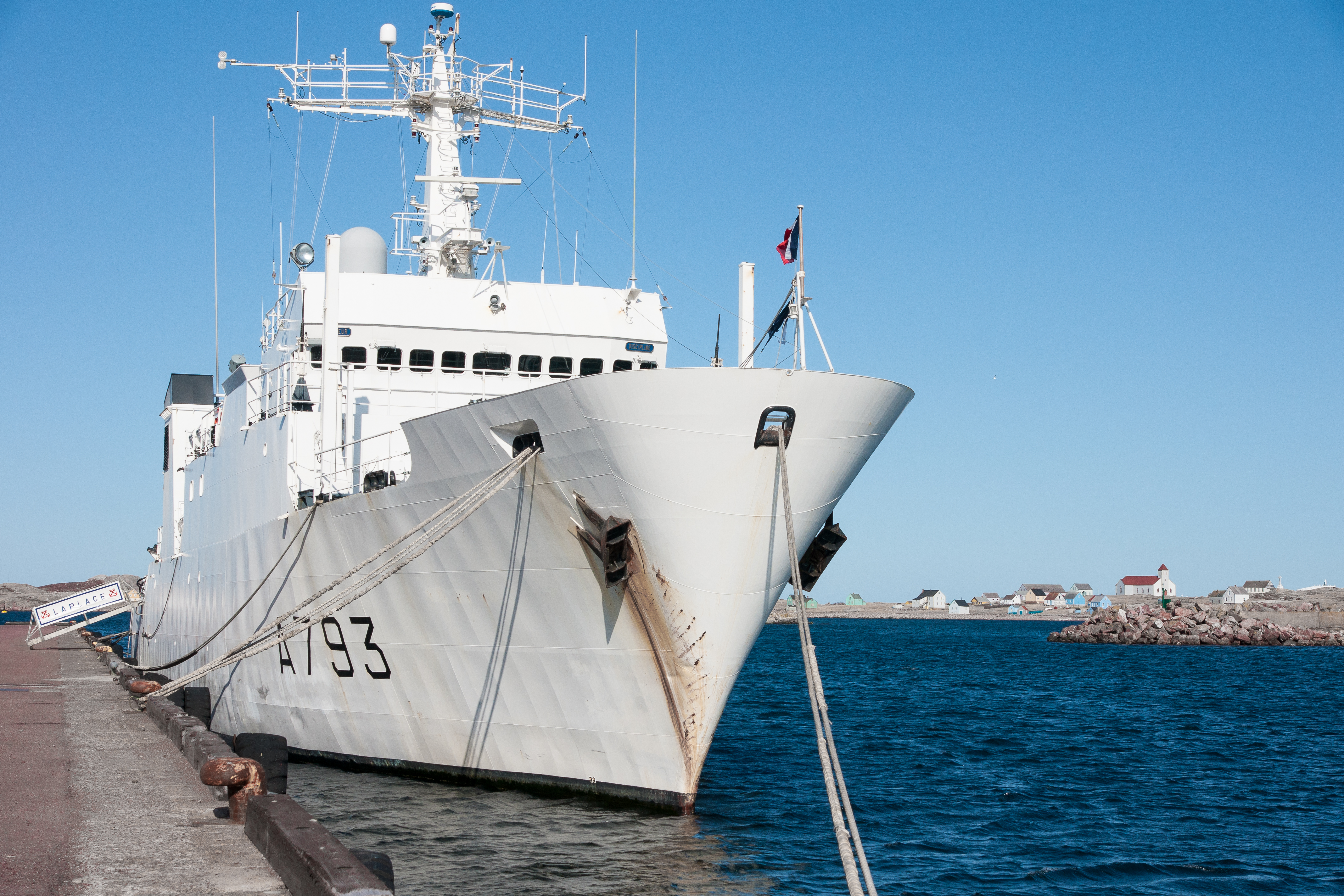
Laplace dans le port de Saint-Pierre (Saint-Pierre-et-Miquelon)
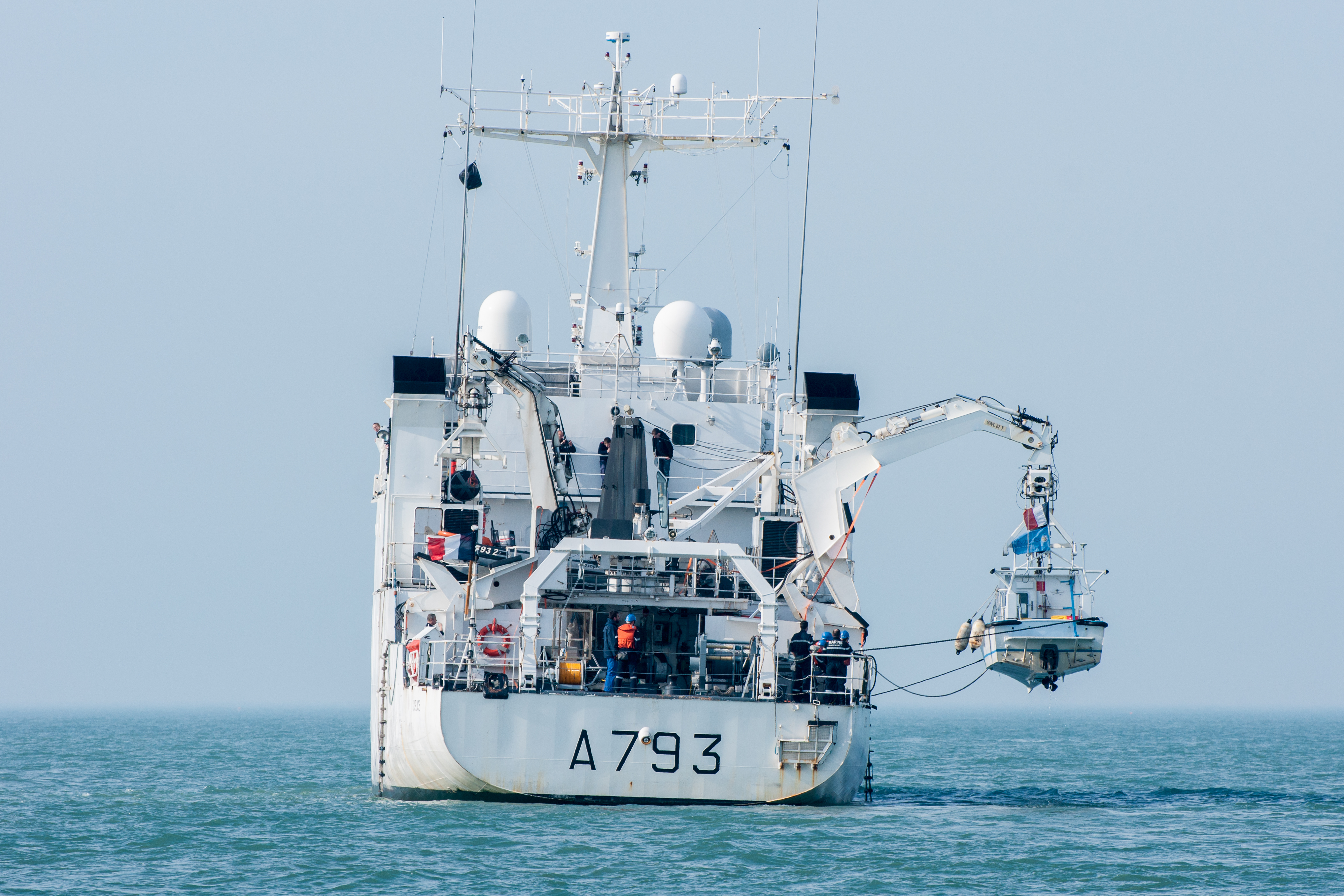
Laplace en cours de récupération d'une de ses vedettes hydrographiques

## Carrière opérationnelle
À partir d'août 1989 le Laplace rejoint Nouméa où il accoste mi décembre 1989, il a pour mission de dessiner les cartes hydrographiques de la nouvelle  Calédonie.
Entre avril et juillet 2014, le Laplace est à Saint-Pierre-et-Miquelon pour mettre à jour la connaissance hydrographique de l'archipel. En mars 2015, le Laplace part en mission du côté du Bénin et du Togo.
En juin 2016, à l'occasion des recherches du vol MS804 d'EgyptAir, c'est ce bâtiment qui détecte le signal d'une boite noire de l'appareil.
En 2017, le Laplace mène une campagne hydrographique au profit du port autonome de Kribi au Cameroun, destiné à devenir le premier port d' Afrique Centrale. Le bâtiment effectue la cartographie de la zone de mouillage et d'attente du port sur une surface de 30km2.
En mission au large du Ghana, le Laplace participe à l'arraisonnement du Pieta, un remorqueur Togolais transportant 2 tonnes de cocaïne. 
Il mène une campagne de longue durée, de janvier à mai 2019, dans le golfe de Guinée dans le cadre d'une coopération avec la Guinée-Équatoriale au profit du SHOM.